# 榨取性制度
榨取性制度分為榨取性政治制度和榨取性經濟制度。政治制度與經濟制度之間會互相產生回饋作用：如果一個國家或地方採取榨取性政治制度，那麼它很可能建立起來的也是榨取性經濟制度；反之亦然。
包容性經濟制度的出現往往是當權者為了刺激人們的生產性激勵而制定，卻並不會從根本上觸動既得利益者或者當權者的利益。他們刺激生產的目的，只是為了能夠有更多可以攫取的資源。
這種在榨取性政治制度下實現了增長，而經濟制度又具有某些包容性的特徵時，通常會存在一種危險：即經濟制度的榨取性加強，增長停止。